# Sanjeev Bhaskar
 (août 2022).
Si vous disposez d'ouvrages ou d'articles de référence ou si vous connaissez des sites web de qualité traitant du thème abordé ici, merci de compléter l'article en donnant les références utiles à sa vérifiabilité et en les liant à la section « Notes et références ».
Sanjeev Bhaskar est un comédien, compositeur et présentateur de télévision anglais, né le 31 octobre 1963 à Ealing, dans l’ouest de Londres.
Il est surtout connu pour son travail dans la deuxième BBC comédie de série Goodness Gracious Me et star des sitcom Les Kumars au n°42 . Il a également présenté et joué dans une série documentaire intitulée India with Sanjeev Bhaskar dans laquelle il a voyagé en Inde et visité sa maison ancestrale au Pakistan d'aujourd'hui . Les rôles d'acteur les plus dramatiques de Bhaskar incluent le rôle principal du Dr Prem Sharma dans The Indian Doctor et un rôle principal en tant que DI Sunny Khan dans Unforgotten. Bhaskar est actuellement chancelier de l' Université du Sussex .
En 2003, il a été répertorié dans The Observer comme l'un des 50 actes les plus drôles de la comédie britannique.

## Biographie

### Jeunesse
Sanjeev Bhaskar, d’ascendance indienne, est né le 31 octobre 1963 à Ealing, dans l’ouest de Londres, d'Inderjit et Janak Bhaskar, venus au Royaume-Uni après la partition de l'Inde. Il a grandi au-dessus de la laverie familiale à Hounslow, Middlesex.

### Carrière
Bhaskar s'est vite rendu compte qu'il préférait la comédie au marketing et s'est associé à un vieil ami d'université, Nitin Sawhney , pour lancer un double acte de comédie musicale intitulé "The Secret Asians"  qu'ils ont joué pour la première fois en 1996 chez Tom Allen, aujourd'hui disparu. Centre des Arts de l'Est de Londres. Cette performance a été présentée dans un magazine de la BBC intitulé Reportage . Ils se sont également produits abondamment au Watermans Arts Centeravec de nombreux autres actes lors d'une soirée de comédie asiatique régulière appelée "One Nation Under a Groove...Innit". Leur véritable rupture est survenue lorsqu'ils ont donné un spectacle à la salle Oval House dans le sud de Londres où, après une forte critique dans Time Outmagazine de la journaliste et dramaturge Bonnie Greer , ils ont été approchés par Anil Gupta , le producteur de ce qui allait devenir la série de sketchs de la BBC Goodness Gracious Me 
Bhaskar a joué dans un certain nombre de films produits en Grande-Bretagne, dont The Guru et Anita and Me . Il a également fait une apparition en tant que propriétaire de magasin dans la production Jhoom Barabar Jhoom de Yash Raj Films . Il a eu un rôle majeur dans le film de 2019, Hier , dans lequel lui et sa femme Meera Syal ont joué un couple marié.
Bhaskar, les Kumars et Gareth Gates ont sorti collectivement le single officiel de Comic Relief en 2003, qui a passé trois semaines au sommet du classement des singles britanniques et a été le deuxième single le plus vendu de l'année. En 2008, Bhaskar a fait ses débuts au théâtre musical en tant que King Arthur dans Spamalot au Palace Theatre de Londres . En Octobre 2008 , il a été présenté sur la BBC Radio 4 de Desert Island Discs .
Il est apparu en tant qu'invité sur Top Gear de la BBC en 2003, établissant un temps de 1:51,0 autour d'une piste d'essai Top Gear mouillée dans une Suzuki Liana , le plaçant 32e sur le tableau des leaders d'origine. En mars 2010, il a participé à l' émission humoristique de BBC Radio 4 I've Never Seen Star Wars . Le 23 juillet 2010, il était l'invité du jeu - débat humoristique de la BBC , would I Lie To You ?
Dans le cadre de la série de programmes de la BBC sur le 60e anniversaire de l'indépendance de l' Inde et du Pakistan , il a tourné une série documentaire de la BBC Inde avec Sanjeev Bhaskar avec le réalisateur Deep Sehgal qui a été diffusée pour coïncider avec le 60e anniversaire de l'indépendance de l'Inde en août. 2007.  Selon la BBC, cela incluait "un voyage émotionnel" vers la maison ancestrale de son père qui se trouve maintenant au Pakistan . Son premier livre India with Sanjeev Bhaskar , basé sur la série documentaire, est devenu un best - seller du Sunday Times en 2007. Il a également figuré dans une série documentaire de Channel 4 intituléeLa maison qui m'a fait . Ce spectacle, produit par Nutopia en 2010, reconstitue sa maison d'enfance et lui fait découvrir les personnages de sa jeunesse.
Il a écrit et joué dans la sitcom d'ITV Mumbai Calling  et la tournée britannique de l'émission d'improvisation américaine à succès Totally Looped . 
Le 31 octobre 2014, Bhaskar a accueilli Kermode et Mayo's Film Review , remplaçant Simon Mayodans l'émission phare de la BBC. Il a également joué le personnage principal dans l'animation en ligne Rajesh Finesse en 2014. 

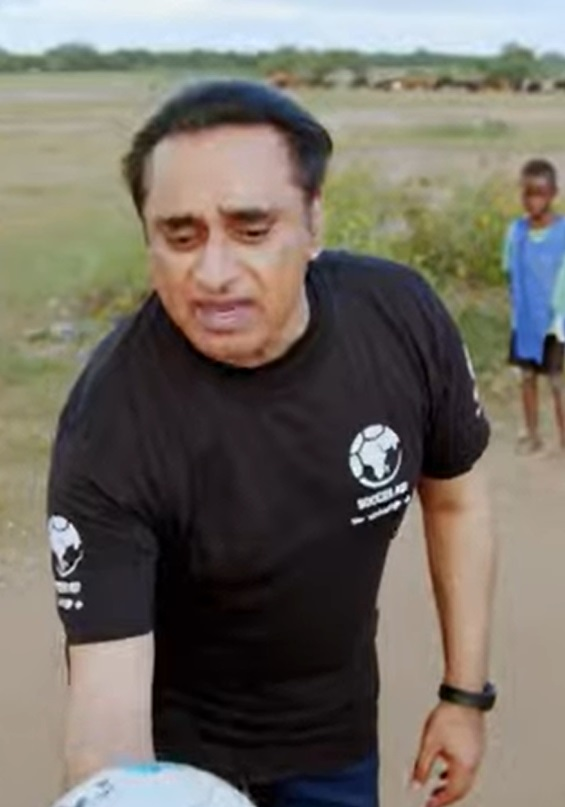
Sanjeev Bhaskar, Soccer Aid for UNICEF 2024

En 2005, Bhaskar a reçu l' Officier de l'Ordre de l'Empire britannique (OBE) dans la liste des honneurs du Nouvel An. Le 23 février 2009, il a été nommé chancelier de l' Université du Sussex et il a été officiellement installé lors de la cérémonie de remise des diplômes d'été de l'université le 22 juillet 2009.  Le 26 juillet 2019, Sanjeev a reçu un doctorat honorifique de l'université en reconnaissance de son dix ans au poste de chancelier.
En avril 2015, il a reçu le prix Outstanding Achievement in Television aux Asian Awards . 
En janvier 2021, Bhaskar a été casté dans l' adaptation Netflix de The Sandman .
Bhaskar a joué dans un certain nombre de films produits en Grande-Bretagne, dont The Guru et Anita and Me . Il a également fait une apparition en tant que propriétaire de magasin dans la production Jhoom Barabar Jhoom de Yash Raj Films . Il a eu un rôle majeur dans le film de 2019, Hier , dans lequel lui et sa femme Meera Syal ont joué un couple marié.
Bhaskar, les Kumars et Gareth Gates ont sorti collectivement le single officiel de Comic Relief en 2003, qui a passé trois semaines au sommet du classement des singles britanniques et a été le deuxième single le plus vendu de l'année. En 2008, Bhaskar a fait ses débuts au théâtre musical en tant que King Arthur dans Spamalot au Palace Theatre de Londres . En Octobre 2008 , il a été présenté sur la BBC Radio 4 de Desert Island Discs .
Il est apparu en tant qu'invité sur Top Gear de la BBC en 2003, établissant un temps de 1:51,0 autour d'une piste d'essai Top Gear mouillée dans une Suzuki Liana , le plaçant 32e sur le tableau des leaders d'origine. En mars 2010, il a participé à l' émission humoristique de BBC Radio 4 I've Never Seen Star Wars . Le 23 juillet 2010, il était l'invité du jeu - débat humoristique de la BBC , would I Lie To You ?
Dans le cadre de la série de programmes de la BBC sur le 60e anniversaire de l'indépendance de l' Inde et du Pakistan , il a tourné une série documentaire de la BBC Inde avec Sanjeev Bhaskar avec le réalisateur Deep Sehgal qui a été diffusée pour coïncider avec le 60e anniversaire de l'indépendance de l'Inde en août. 2007.  Selon la BBC, cela incluait "un voyage émotionnel" vers la maison ancestrale de son père qui se trouve maintenant au Pakistan . Son premier livre India with Sanjeev Bhaskar , basé sur la série documentaire, est devenu un best - seller du Sunday Times en 2007. Il a également figuré dans une série documentaire de Channel 4 intituléeLa maison qui m'a fait . Ce spectacle, produit par Nutopia en 2010, reconstitue sa maison d'enfance et lui fait découvrir les personnages de sa jeunesse.
Il a écrit et joué dans la sitcom d' ITV Mumbai Calling  et la tournée britannique de l'émission d'improvisation américaine à succès Totally Looped . 
Le 31 octobre 2014, Bhaskar a accueilli Kermode et Mayo's Film Review , remplaçant Simon Mayodans l'émission phare de la BBC. Il a également joué le personnage principal dans l'animation en ligne Rajesh Finesse en 2014. 
En 2005, Bhaskar a reçu l' Officier de l'Ordre de l'Empire britannique (OBE) dans la liste des honneurs du Nouvel An. Le 23 février 2009, il a été nommé chancelier de l' Université du Sussex et il a été officiellement installé lors de la cérémonie de remise des diplômes d'été de l'université le 22 juillet 2009.  Le 26 juillet 2019, Sanjeev a reçu un doctorat honorifique de l'université en reconnaissance de son dix ans au poste de chancelier.
En avril 2015, il a reçu le prix Outstanding Achievement in Television aux Asian Awards. 
En janvier 2021, Bhaskar a été casté dans l'adaptation Netflix de Sandman, sortie en 2022. 

## Vie privée
En janvier 2005, Bhaskar a épousé la comédienne Meera Syal lors d'une cérémonie qui a eu lieu à Lichfield, dans le Staffordshire.  Ils ont un fils, Shaan, qui est né à l'hôpital de Portland le 2 décembre 2005.
En février 2009, Bhaskar et d'autres artistes ont écrit une lettre ouverte au Times pour protester contre le procès des dirigeants de la foi bahá'íe qui se tenait alors en Iran. 
Avant les élections générales de 2010, Bhaskar était l'une des 48 célébrités qui ont signé une lettre mettant en garde contre la politique du Parti conservateur envers la BBC.

## Filmographie

### Comme acteur

#### Cinéma
- 1998 : The Dance of Shiva : Sergent Bakshi
- 1999 : Coup de foudre à Notting Hill (Notting Hill) : L'homme bruyant dans le restaurant
- 2002 : Inferno : Au cœur de la fournaise : Jaz
- 2002 : Le Gourou et les femmes (The Guru) : Rasphal, le cuisinier
- 2002 : Anita and Me : M. Kumar
- 2006 : Scoop : Joueur de poker
- 2006 : L'Entente cordiale : Commandant Bashir
- 2013 : Le Théorème Zéro (The Zero Theorem) de Terry Gilliam : docteur 1
- 2015 : Absolutely Anything de Terry Jones : Ray
- 2017 : Paddington 2 de Paul King
- 2019 : Yesterday de Danny Boyle
- 2024 : Paddington au Pérou (Paddington in Peru) de Dougal Wilson : Dr. Jafri

#### Télévision

##### Séries télévisées
- 1991 : The Real McCoy : Différents personnages
- 1997 : Captain Butler : Adeel
- 1997 : We Know Where You Live : Différents personnages
- 1998 : Delhi Royal (Goodness Gracious Me) : Différents personnages
- 1999 : Small Potatoes : Rick Roy
- 2000 : The Way It Is : Différents personnages
- 2003 : Dick Whittington : Le Maire
- 2003 : Comic Relief 2003: The Big Hair Do : Sanjeev Kumar
- 2005 : Angell's Hell : John Angell
- 2005 : Life Isn't All Ha Ha Hee Hee : Akaash
- 2005 : Chopratown : Vik Chopra
- 2009 : Mumbai Calling : Kenny Gupta
- 2013 : Inspecteur Lewis
- 2015 : Unforgotten : DI Sunil Khan
- 2019 : Good Omens : Giles Baddicombe
- 2022 : Sandman : Caïn, le premier tueur

## Distinctions

### Décoration
En 2006, Bhaskar a été honoré du titre OBE - Officier de l'Ordre le plus excellent de l'Empire britannique.